# Alfa Romeo 1750
Alfa Romeo 1750/2000 (обе 105 серии) являются компактным представительским автомобилем, который производился автомобильной компанией Alfa Romeo в 1967—1977 годах.
1750 Berlina — седан, представленный в 1967 году вместе с 1750 GTV в кузове купе и кабриолетом 1750 Spider. Модель 1750 заменила раннюю Alfa Romeo Giulia Berlina. В отличие от Giulia, 1750 имела переработанный кузов и увеличенный в объёме двигатель, с многими схожими частями одновременных моделей в диапазоне Alfa Romeo. Стоит отметить, что данная модель продавалась менее удачно во время своего производства.

## История
1750 Berlina строилась на базе существующего седана Giulia, которая находилась в производстве. Alfa Romeo 1750 был представлен как топовый автомобиль в категории седан с 1300 см³ и 1600 см³ версиями двигателей от Giulia. В США, однако, седан Giulia перестал сразу продаваться и был полностью был заменён на 1750 Berlina.
Кузов 1750 имел увеличенную колёсную базу, чем Giulia, многие панели кузова были пересмотрены, а внутренние остались похожими. Ветровое стекло на моделях было одинаково. Рестайлинг был проведен компанией Bertone и, хотя она напоминала Giulia, некоторые из отличительных складок на автомобиле были сглажены, а также были проведены значительные изменения в отделке деталей. Задние габаритные огни были впоследствии использованы на De Tomaso Longchamp.
Автомобиль имел двигатель с двумя карбюраторами и гидравлическое сцепление. 1,8-литровый двигатель выдавал 118 л.с. (87 кВт) с двумя спаренными карбюраторами. Для рынка в Северной Америке Alfa Romeo 1750 оснащалась инжектором от SPICA.
В 1971 году 1750 Berlina оснащалась экспериментальной автоматической 3-ступенчатой коробкой передач от ZF. Модель маркировалась как 1750A Berlina. Согласно официальным архивам Alfa Romeo, было произведено 252 автомобиля и лишь несколько дожили до наших дней. Некоторые из 1750A Berlina не имели таблички с датой производства. Автоматическая коробка передач не очень хорошо подходила для четырёхцилиндрового двигателя из-за смещения передач и плохо подобранных передаточных соотношений. Поэтому расход топлива был слишком большим, а набор и переключение скорости был слишком медленным.
В середине 1971 года 1750 серия была заменена на 2000 серию.
| Версия                        | Годы производства             | Количество |
| ----------------------------- | ----------------------------- | ---------- |
| 1750 Berlina 1-я серия        | 1968-1969                     | 49.987     |
| 1750 Berlina 2-я серия        | 1969-1971                     | 40.759     |
| 1750 Berlina Injection        | 1969-1971                     | 11.137     |
| 1750A Berlina                 | 1971                          | 252        |
| 2000 Berlina                  | 1971-1977                     | 87.640     |
| 2000A Berlina                 | 1971-1977                     | 2.200      |
| Всего по неофициальным данным | Всего по неофициальным данным | 191.972    |

## 2000
2000 серия Berlina выпускалась Alfa Romeo в период 1971—1977 годов. Двигатель был модернизирован и стал объёмом 1,962 куб.см. Другая решетка радиатора отличала 2000 от 1750. Также головной свет был различным на данных моделях. 1750 имела 7 дюймов в диаметре фар, в то время как 2000 только 5,8 дюймов. Задние фонари были одинаковые, как и на 1750. Двигатель имел 2 карбюратора, Alfa Romeo Twin Cam выдаёт 132 л.с. (97 кВт). Максимальная скорость автомобиля была 200 км/ч (124 миль/ч) и разгон с 0 до 100 км/ч был всего 9 секунд. В США двигатели оснащались механическим дросселем. Трансмиссия имела 5 передач (также был доступен 3-й автомат на некоторых версиях). 2000 Berlina была выпущена в 89 840 экземплярах и только 2200 оснащались автоматической коробкой передач.